# 16-я бригада вспомогательных судов
16-я бригада вспомогательных судов — соединение судов обеспечения Черноморского флота ВМФ СССР и ВМФ России, существовавшее в 1969—1996 годах.

## История
Бригада была сформирована в 1969 году в составе Управления вспомогательных судов и аварийно-спасательной службы (УВС и АСС) Черноморского флота. Состав — 3 дивизиона, общая численность входящих в состав соединения судов на момент его формирования — 72 единицы.
В 1975 году управление 16-й бригады было переведено на другой штат с переименованием в 16-ю бригаду морских и рейдовых судов. В 1977 году из состава бригады был исключён дивизион морских судов обеспечения (передан в состав 9-й бригады морских судов обеспечения), тогда же в составе бригады был сформирован 230-й дивизион морских и рейдовых судов обеспечения. В 1984 году бригада была вновь переименована в 16-ю бригаду судов обеспечения. В 1987 году в составе бригады был сформирована 1794-я группа судов обеспечения.
В 1996 году бригада расформирована, корабли и экипажи вошли в состав  9-й бригады морских судов обеспечения.

## Командный состав
Бригадой командовали:

### Командиры бригады
- капитан 1 ранга Бочаров, Николай Анатольевич (1969—1972);
- капитан 1 ранга Пакулов, Глеб Александрович (1972—1976);
- капитан 1 ранга Аксёнов, Игорь Владимирович (1976—1983);
- капитан 1 ранга Лысенко, Александр Евгеньевич (1983—1986);
- капитан 1 ранга Коссе, Станислав Иванович(1986—1990);
- капитан 1 ранга Малявкин, Борис Викторович (1990—1996).

### Начальники штаба бригады
- капитан 2 ранга Плахотный, Юрий Васильевич (1969—1971);
- капитан 2 ранга Аксёнов, Игорь Владимирович (1971—1976);
- капитан 2 ранга Онюшкин, Валентин Иванович (1976—1977);
- капитан 2 ранга Коптяев, Виктор Иванович (1977—1981);
- капитан 1 ранга Белодедов, Виктор Алексеевич (1981—1983);
- капитан 2 ранга Коссе, Станислав Иванович (1983—1986);
- капитан 2 ранга Шумляковский, Николай Антонович (1986—1989);
- капитан 2 ранга Бордзицкий, Виктор Владимирович (1989—1992);
- капитан 2 ранга Наумов, Александр Яковлевич (1992—1996).